# Arthur Tugade
Arthur P. Tugade (Claveria, 9 januari 1946) is een Filipijns advocaat, zakenman en voormalig Minister van Transport in het kabinet van Rodrigo Duterte (2016-2022). 

## Biografie
Arthur Tugade werd geboren op 9 januari 1946 in Claveria in de Filipijnse provincie Cagayan. Zijn ouders Francisco Tugade en Lucefina Planta waren arm en verhuisden van Cagayan naar een sloppenwijk in het district Sampaloc in Manilla toen Tugade op de kleuterschool zat. Allebei zijn ouders werkten op het Ministerie van Openbare Werken. Met hulp van de priesters van San Beda College kon Tugade toch een opleiding volgen. Na het voltooien van zijn lagere- en middelbare schoolopleiding aan San Beda College studeerde hij rechten op San Beda College of Law, waar hij in 1971 afstudeerde. In 1973 slaagde hij bovendien voor het toelatingsexamen (bar exam) van de Filipijnse balie. 
Tugade was na zijn afstuderen werkzaam als advocaat. Hij was partner bij Bengzon, Verano, Tugade and Escolin Law Office. Ook was hij topman van diverse bedrijven waaronder Transnational Diversified Group, Yusen Air and Sea Services, TDG Asia Corporation, Harmony Organic Farms en Easycall Communications. Zelf richtte hij Perry's Realty op, een bedrijf vernoemd naar zijn zoon die op 12-jarige leeftijd overleed aan een astma-aanval. Dit bedrijf groeide door naar Perry's Holding Corporation met meer dan 350 werknemers en 10 dochterondernemingen. 
In 2012 werd Tugade door president Benigno Aquino III benoemd tot president en CEO van de Clark Development Corporation, een staatsbedrijf dat verantwoordelijk is voor Clark Freeport en de Clark Special Economic Zone. In 2016 werd hij door president Rodrigo Duterte benoemd tot Minister van Transport. Hij leidde het ministerie gedurende de gehele presidentstermijn van Duterte. In deze periode werd er veel projecten voltooid door het Ministerie, waaronder meer dan 200 luchtvaarprojecten, zoals de nieuwe terminals voor Clark International Airport, Mactan-Cebu International Airport en de voltooiing van het nieuwe vliegveld Bohol-Panglao International Airport. Daarnaast werden onder meer ruim 450 havenprojecten, de uitbreiding van Light Rail Transit Line 2 (LRT-2) en de busbaan op de EDSA voltooid. Verder werd in Metro Manilla en de Metro Cebu en Metro Davao ruim 500 km aan fietspad aangelegd.
In de aanloop naar de verkiezingen van 2022 wilde Tugade zich verkiesbaar stellen voor een zetel in de Senaat van de Filipijnen. Uiteindelijk besloot hij echter toch zijn termijn als minister af te maken.